# Arbeitsnachweis

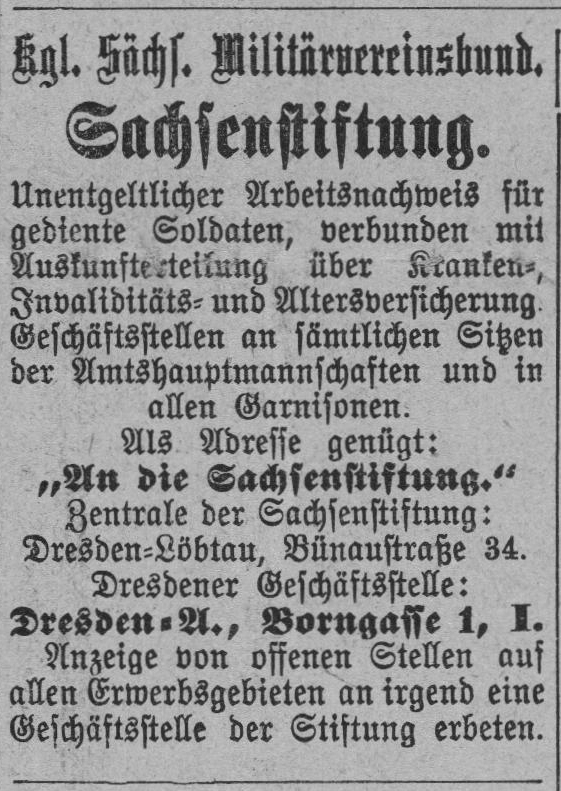
Zeitungsanzeige (1906) bezüglich Arbeitsnachweis für Soldaten in Sachsen

Als Arbeitsnachweis bezeichnete man im 19. und frühen 20. Jahrhundert gewerbsmäßige und nichtgewerbsmäßige Arbeitsvermittlungsstellen. 

## Begriffsbestimmung
Als Arbeitsnachweise wurden Stellen zur Vermittlung von Arbeitsverträgen bezeichnet. Davon zu unterscheiden ist das Nachweisgesetz, das den Arbeitgeber verpflichtet, die wesentlichen Inhalte eines Arbeitsvertrages schriftlich festzuhalten und dem Arbeitnehmer auszuhändigen.  

## Geschichte

### 19. Jahrhundert
Mit dem Fortschreiten der Industrialisierung in Deutschland und der damit einhergehenden ersten großen Rezession prägte sich allmählich die Arbeitslosigkeit als wirtschaftliches Problem aus. Ab 1880 gründeten in Konkurrenz zu den gewerbsmäßigen und nichtgewerbsmäßigen Stellenvermittlern auch Vereine und Kommunen Vermittlungsbüros (Arbeitsnachweis), die sich unparteiisch und zumeist unentgeltlich betätigten. Einflussreich war ein reichsweiter Kongresses des Freien Deutschen Hochstift 1893 in Frankfurt zur sozialen Lage von Erwerbslosen. Dort kam der Vorschlag auf, kommunale Einrichtungen zur Arbeitsvermittlung zu schaffen, die Meldungen freier Arbeitsplätze entgegennehmen und sie Arbeitssuchenden zur Verfügung stellen. Vorreiter waren Stuttgart und Karlsruhe, als besonders fortschrittlich galt der 1895 gegründete Zentralarbeitsnachweis München. Um effektiv und überregional (interlokal) vermitteln zu können, schlossen sich diese Arbeitsnachweise bald in Landesverbänden zusammen; der erste war der 1896 gegründete Verband Badischer Arbeitsnachweise. In Württemberg hatte die Regierung zum 1. Januar 1896 beim Arbeitsamt Stuttgart eine Landeszentrale als Ausgleichsstelle zwischen den öffentlichen Arbeitsnachweisen errichtet. 1915 bestand schließlich ein geschlossenes Netz mit 21 Landesverbänden für das ganze Reichsgebiet. Auf Tagungen tauschte man Erfahrungen aus und setzte sich für einheitliche Arbeitsmethoden ein, vor allem bei der Statistik.
Der 1898 gegründete Verband Deutscher Arbeitsnachweise (VDA) unterstützte diese Entwicklungen und konnte durch seinen Vorsitzenden Richard Freund die Politik der Reichsregierung maßgeblich beeinflussen.

### 20. Jahrhundert
Trotz verschiedener Vorstöße kam bis zum Beginn des Ersten Weltkriegs 1914 kein Arbeitsnachweisgesetz zustande. Daher gab es keine Einrichtung, die einen reichsweiten Arbeitsmarktausgleich hätte organisieren können. Die im August 1914 gegründete Reichszentrale der Arbeitsnachweise und die Herausgabe eines Arbeitsmarktanzeigers (eine zweimal wöchentlich veröffentlichte Vakanzenliste) brachten keinen echten Fortschritt. Selbst nach der Bundesratsverordnung vom 14. Juni 1916 setzte nur Bayern die Ermächtigung um, größere Städte zur Einrichtung von öffentlichen Arbeitsnachweisen zu verpflichten.
Erst der im Dezember 1916 beschlossene Vaterländische Hilfsdienst führte zu einem zentral gelenkten und mehrstufigen System. Nun übernahm in jedem Armeekorpsbezirk die Kriegsamtsstelle die gesamte Arbeitsvermittlung. Die praktische Durchführung oblag den ’Zentralauskunftsstellen’, die oft mit den Arbeitsnachweisverbänden durch die Personalunion der Vorsitzenden verbunden waren. Die nichtgewerbsmäßigen Arbeitsnachweise leisteten überwiegend die unmittelbare Arbeitsvermittlung. Der im Bezirk geeignetste, in der Regel der öffentliche, wurde zur ’Hilfsdienstmeldestelle’ bestimmt. Dieser Stelle mussten die anderen Arbeitsnachweise alle nicht erledigten Gesuche melden. Soweit auch ihr ein bezirklicher Ausgleich nicht gelang, gab sie die Meldungen an die Zentralauskunftsstelle weiter, und diese gegebenenfalls über die Kriegsamtsstelle an das Kaiserliche Statistische Amt zur Veröffentlichung im Arbeitsmarktanzeiger.
Noch während des Krieges erkannten alle Verantwortlichen die Notwendigkeit, über die Demobilisierung hinaus das Arbeitsnachweissystem auszubauen. Vor allem der VDA forderte mehrfach, in allen Kommunen öffentliche Arbeitsnachweise zu schaffen und die Arbeitsnachweisverbände zu ’öffentlichen Korporationen’ mit der Bezeichnung Landesarbeitsämter auszugestalten. Auch auf der Reichsebene kam es zu Neuerungen: Zur Bearbeitung der ’sozialpolitischen Angelegenheiten des Reichs’ wurde am 4. Oktober 1918 ein Reichsarbeitsamt errichtet. Am 23. November 1918 übernahm das Reichsamt für wirtschaftliche Demobilmachung die Leitung des gesamten Arbeitsnachweiswesens vom bisherigen Kriegsamt.
Die ’Anordnung über Arbeitsnachweise’ vom 9. Dezember 1918 überließ den Bundesstaaten die Entscheidung, die Kommunen zur Errichtung von Arbeitsnachweisen zu verpflichten; die meisten setzten diese Ermächtigung bald per Verordnung um. Die eingerichteten ’Landes- oder Provinzialämter für Arbeitsvermittlung’ ersetzten die bisherigen Zentralauskunftsstellen und die Landesverbände für Arbeitsnachweise. Ihre Aufgaben waren vor allem: Anregung zum Ausbau der Arbeitsvermittlung in den Gemeinden, Arbeitsmarktbeobachtung und Arbeitsmarktstatistik, Austausch von Erfahrungen mit und zwischen den einzelnen Arbeitsnachweisen, Ausbildung des Personals der öffentlichen Arbeitsnachweise, Ausgleich von Arbeitsangebot und Arbeitsnachfrage zwischen den Arbeitsnachweisen, im Bedarfsfall unmittelbare Vermittlungstätigkeit für bestimmte Berufe.
Das im Januar 1920 dem Reichsarbeitsministerium (RAM) als besondere Abteilung angegliederte Reichsamt für Arbeitsvermittlung wurde mit Verordnung vom 5. Mai 1920 als selbständige höhere Reichsbehörde ausgegliedert und der Aufsicht des RAM unterstellt. § 2 der Verordnung nannte bereits die späteren Kernaufgaben der Reichsanstalt für Arbeitsvermittlung und Arbeitslosenversicherung. Präsident des Reichsamtes wurde Friedrich Syrup.
Am 15. Juni 1921 beschloss der VDA seine Auflösung; seine Ziele waren in wesentlichen Bereichen erreicht.
Das Arbeitsnachweisgesetz vom 22. Juli 1922 führte dann die einheitliche Bezeichnung ’Landesamt für Arbeitsvermittlung’ ein. Die Ämter wurden als Landesbehörden ’für Länder, Provinzen und andere größere Bezirke’ eingerichtet. Als gesetzliche Aufgaben hatten sie ’den Arbeitsmarkt zu beobachten und den Ausgleich von Angebot und Nachfrage zwischen den einzelnen Arbeitsnachweisen zu fördern’. Sie wirkten bei gesetzlichen Unterstützungsmaßnahmen für Arbeitslose mit. Auch andere Aufgaben, insbesondere Berufsberatung und Lehrstellenvermittlung, der Arbeitsbeschaffung, Erwerbsbeschränkten- und Wandererfürsorge konnten dazu gehören. Das Reichsamt für Arbeitsvermittlung behielt seine zentralen Funktionen, erhielt aber den Namen Reichsarbeitsverwaltung. Das Arbeitsnachweisgesetz führte mit Wirkung zum 1. Januar 1931 ein Verbot privater gewerbsmäßiger Arbeitsvermittlung für Arbeiter und Angestellte ein. Ab Inkrafttreten des Arbeitsnachweisgesetzes durfte keine neue Erlaubnis mehr für den Betrieb eines gewerblichen Arbeitsnachweises erteilt werden. Nichtgewerbliche Arbeitsnachweise wurden der Aufsicht der Reichsarbeitsverwaltung unterstellt.  
Mit dem Gesetz über Arbeitsvermittlung und Arbeitslosenversicherung vom 16. Juli 1927 wurden die 20 Landesämter als Landesarbeitsämter in die Reichsanstalt integriert und durch Zusammenlegungen auf 13 verringert. Die zentrale Behörde erhielt nun die Bezeichnung ’Hauptstelle’.